# Vasil Stojanov (cestista)
Vasil Stojanov (in bulgaro Васил Стоянов?; Nesebăr, 12 settembre 1971) è un ex cestista bulgaro.

## Carriera
Con la Bulgaria ha disputato i Campionati europei del 1993.